# Episkyros
Episkyros是一项古希腊的足球类运动。两支各有12至14名球員的球隊參與比賽。 球員比賽時可以用双手觸球。大部分球員都是男性，不過偶爾也有女性球員。